# بئر عاصي (الرقة)
بئر عاصي قرية سورية تتبع ناحية سلوك في منطقة تل أبيض في محافظة الرقة. بلغ عدد سكانها 262 نسمة في عام 2004 حسب إحصاء المكتب المركزي للإحصاء.